# Filettatura

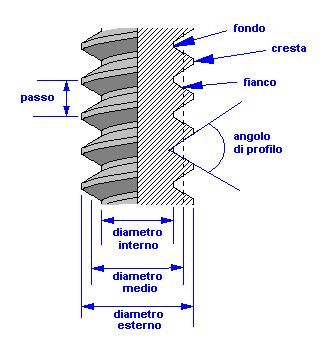
Filettatura esterna destrorsa a profilo triangolare.

Il termine filettatura (o nel lessico meccanico impanatura) è applicato a due accezioni collegate tra loro: ovvero indica il tipo di costruzione meccanica atta a creare un accoppiamento elicoidale tra due elementi, nonché l'operazione che porta alla creazione di questo tipo d'accoppiamento.
Comunemente, la struttura che ne deriva è chiamata filetto. Quando la filettatura è realizzata sulla superficie esterna di un pezzo (es. un gambo, un cilindro, un'asta, ecc.) questa viene chiamata vite, quando la filettatura è realizzata su una superficie interna viene chiamata madrevite.

## Descrizione
Normalmente il filetto assume l'aspetto di un solco ad andamento elicoidale, inciso su una superficie cilindrica (o conica). Effettuando una sezione longitudinale il suo profilo presenta di solito un andamento approssimativamente triangolare, con un'alternanza di apici esterni (chiamati creste) e apici interni (chiamati fondi).

### Caratteristiche
Le principali caratteristiche della filettatura dipendono principalmente:
- dal sistema o profilo della sezione, ossia dal tipo di geometria scelta per la filettatura;
- dal metodo di fabbricazione, ossia dal processo meccanico che ha permesso di ricavare la filettatura;
- dal tipo di costruzione, che può essere interna o esterna a seconda che siano ricavate all'interno di un foro o sulla superficie esterna di una vite;
- dalle dimensioni geometriche di riferimento, tra le quali il diametro nominale di filettatura, il passo e l'angolo di profilo;
- dal verso, che può essere destrorso o sinistrorso a seconda dell'andamento dell'elica;
- dal numero di principi, ossia dal numero di eliche che si snodano attorno alla forma di base.

### Avvitamento
L'accoppiamento tra vite e madrevite (chiamato anche avvitamento) avviene tramite la rotazione coassiale di un elemento rispetto alla controparte complementare, purché la filettatura abbia le stesse caratteristiche.
In alcuni utilizzi, la controparte inizialmente non è filettata, ma subisce la filettatura quando il primo elemento (filettato) gli viene forzosamente avvitato contro. Alcuni esempi di questo caso sono:
- fissaggio con viti autofilettanti o autoformanti;
- filettatura di un foro con un utensile chiamato maschio.
- filettatura di un perno con un utensile chiamato filiera.
- applicazione di inserti già filettati.

### Sistema di filettatura
Per quanto ampio sia stato lo sforzo di organi governativi e sovranazionali per realizzare norme di riferimento che permettessero la standardizzazione delle filettature, a oggi persistono ancora diversi sistemi di filettature che solo in parte possono essere giustificati da esigenze pratiche di realizzazione o applicazione.

## Classificazioni
Le filettature si dividono in due gruppi:
- Filettature a profilo triangolare;
  - Metriche: tutti gli elementi della filettatura sono misurati in millimetri, a causa dell'adozione delle filettature ISO in sostituzione al precedente sistema metrico SI nel 1968, il campo delle filettature metriche subì una profonda trasformazione;
  - Non metriche: tutti gli elementi o in parte, sono espressi in unità di misura diverse dal millimetro o in modo convenzionale, sono le Whitworth e le Gas;
  - Per viti da legno: è approssimativamente una filettatura triangolare.
- Filettature a profilo non triangolare.
  - Trapezoidale: ha per profilo un trapezio isoscele simmetrico. Ha sostituito le vecchie filettature a profilo quadrato o rettangolare. Presenta una grande robustezza, maggior facilità di imbocco, consente la ripresa dei giuochi nelle madreviti formate da due semichiocciole.
  - A dente di sega: è una filettatura asimmetrica, usata come vite di manovra, quando entrano in gioco grandi sforzi, di direzione e senso costanti. Vengono unificati due tipi, a dente di sega normale e a dente di sega fine. Si ha un notevole giuoco assiale tra vite e madrevite, il fianco portante della vite ha un'inclinazione di 3°.

### Filettatura metrica ISO

Filettatura metrica ISO.

La filettatura metrica ISO rappresenta lo standard riconosciuto dall'Organizzazione internazionale per la normazione a partire dal 1947. Essa consiste in una filettatura a profilo triangolare con angolo di profilo a 60°.
Le viti con filettatura metrica ISO vengono identificate da una M seguita dal diametro nominale in mm e, in caso di filettatura a passo fine, dal passo di filettatura.
Esempi:
- Filettatura a passo standard (grosso) diametro nominale 8 mm: M8.
- Filettatura a passo fine diametro nominale 10 mm passo 0,75 mm: M10 × 0,75

Nota: i filetti standard sono sempre "grossi" dato che tale passo è il più grosso tra quelli che assicurano la tenuta contro lo svitamento; se si vuole ottenere un serraggio antisvitamento occorre usare il passo standard o passi più fini.
Le filettature si convengono sempre con spirale destra (avvitamento in senso orario); per particolari usi meccanici, la filettatura può essere realizzata con spirale sinistra (avvitamento in senso antiorario); in tal caso, la filettatura di cui sopra sarà: M10 × 0,75 [LH] (left hand).
Un notevolissimo vantaggio della filettatura metrica è che le creste del filetto sono sempre spianate, e quindi i due filetti della giunzione filettata entrano in contatto solo con i fianchi del filetto stesso, mentre le creste hanno un gioco apprezzabile; se da un lato tale sistema è implicitamente permeabile alla tenuta (la filettatura non è "a tenuta di un fluido in pressione") per contro la sicura non interferenza tra le due parti sulle creste rende più agevole la realizzazione del filetto e il montaggio delle parti, (le parti non rischiano di incastrarsi).
La filettatura metrica ha quindi esclusivamente una tenuta allo sforzo meccanico, in caso si intenda ottenere anche la tenuta idraulica questa è ottenuta facilmente con dispositivi appositi localizzati (esempio: le superfici di tenuta o le guarnizioni delle candele di accensione).

### Filettatura Whitworth
La filettatura Whitworth ha un profilo ideale triangolare molto simile a quello metrico ISO se non che per il diverso angolo al vertice (in questo caso di 55° invece che di 60°). Il profilo nominale è poi identico per vite e madrevite ed è arrotondato sia in cresta sia in fondo con un raccordo di raggio pari a h/6.
Il contatto meccanico delle parti quindi non è solo sui fianchi dei filetti ma anche sulle creste.
Potenzialmente quindi la filettatura è sigillante, in realtà questo non sempre avviene dato che alle creste possono esistere dei giochi o, peggio, delle interferenze, che rischiano di incastrare le due parti.
L'identificazione avviene in unità anglosassoni, ossia in pollici. Per esempio, 1½ W indica un diametro nominale di un pollice e mezzo e una filettatura Whitworth; i dati di passo tabellati sono espressi in filetti per pollice.
Un fatto molto importante della filettatura Whitworth normale è spesso la notevole "grossezza" del filetto rispetto al diametro della filettatura; tale condizione pone in evidenza un elevato angolo di elica, e quindi una maggiore possibilità di svitamento accidentale della vite in caso di vibrazioni, tale condizione ha portato a preferire, anche in paesi anglosassoni l'adozione della filettatura metrica.

### Filettatura Edison
Ha un profilo a onda. È impiegata per attacchi elettrici, di lampadine, valvole a tappo, ecc. È unificata dall'unificazione elettrica (UNEL).

### Filettatura Lowenherz
A profilo simmetrico triangolare troncato a spigoli vivi sia sul fondo sia sulle creste dei filetti; usata per strumenti di misura e ottici, per diametri minori di 10 mm.

### Filettatura Gas
La filettatura Gas è sostanzialmente una filettatura Whitworth a passo molto fine, usata per la giunzione dei tubi.
La sua designazione avviene mediante indicazioni convenzionali. In origine la filettatura, eseguita sulla superficie esterna di un tubo, veniva indicata con il diametro interno del tubo in pollici (1 pollice = 25,4 mm), ma successivamente si iniziò a usare il diametro esterno e venne così inventato per convenienza il pollice gas (33,8 mm).
La filettatura Gas può essere cilindrica o conica. Nella pratica si usa G 1'' per indicare una filettatura Gas cilindrica oppure BSPP (British Standard Pipe Parallel), su un tubo di diametro interno di un pollice. Per la filettatura Gas conica si utilizza R 1'' oppure BSPT (British Standard Pipe Tapered).

### UST
UST Filettatura Unificata (in pollici), di profilo triangolare con la cresta smussata e il fondo raccordato (differisce dalla ISO per il valore di raggiatura e i valori in pollici);

### BA
BA British Association (in pollici), di profilo triangolare con la cresta e il fondo raccordati con grandi raggi, le pareti interne sono angolate di 47°30';

### American Standard
Chiamata anche filettatura SAE, la cui sigla sta per Society Autom. Engineers, American Standard (in pollici), di profilo triangolare con la cresta e il fondo smussati, le pareti interne sono angolate di 60°.

### Filettatura PG
La filettatura PG (dal tedesco Panzergewinde) è un tipo di filettatura creata in Germania, ed è principalmente utilizzata per filettare tubi porta conduttori elettrici e connessioni elettriche. Ha la particolarità di avere un angolo di profilo di 80°; questo comporta una profondità della filettatura esigua, ideale per filettare tubi di spessore minimo.
| Filetto | Ø est in mm | Passo in TPI | Ø int in mm |
| PG7     | 12,5        | 20           | 11,28       |
| PG9     | 15,2        | 18           | 13,86       |
| PG11    | 18,6        | 18           | 17,26       |
| PG13,5  | 20,4        | 18           | 19,06       |
| PG16    | 22,5        | 18           | 21,16       |
| PG21    | 28,3        | 16           | 26,78       |
| PG29    | 37,0        | 16           | 35,48       |
| PG36    | 47,0        | 16           | 45,48       |
| PG42    | 54,0        | 16           | 52,48       |
| PG48    | 59,3        | 16           | 57,78       |

## Elementi costituenti
In una filettatura possiamo distinguere altri elementi secondari rispetto ai parametri elencati in precedenza:
- Fianco: è la parte della superficie elicoidale del filetto generata da uno dei lati del triangolo generatore non parallelo alla generatrice del cilindro di rivoluzione;
- Risalto: è il materiale che è compreso tra due fianchi adiacenti;
- Solco: è l'avvallamento tra due fianchi adiacenti;
- Sommità: è la superficie piana che congiunge i due fianchi;
- Fondo: è la superficie inferiore del solco che collega due fianchi adiacenti;
- Cilindro primitivo: è il cilindro immaginario la cui superficie esterna taglia la filettatura in modo che le larghezze del risalto e del solco risultino uguali;
  - Linea primitiva: è la generatrice del cilindro primitivo;
- Passo del profilo: è la distanza assiale tra un punto su un fianco del filetto e il punto equivalente sul fianco immediatamente adiacente e corrispondente;
- Passo elicoidale: è la distanza assiale di un punto su un fianco di un filetto dal suo punto omologo più prossimo sullo stesso fianco.
- Diametro di nocciolo: è il diametro della superficie cilindrica immaginaria che risulti tangente ai fondi per una filettatura esterna e alle sommità per una filettatura interna, indicato con d per le filettature esterne e D per quelle interne;
- Inclinazione della filettatura: è l'angolo acuto formato dalla tangente a una delle eliche tracciate da un filetto su un cilindro primitivo e un piano perpendicolare all'asse del cilindro;
  - tan ψ=P/πd=P/πD se si ha un solo filetto;
  - tan ψ=Ph/πd=Ph/πD se si hanno due o più filetti;
- Altezza della filettatura: è la distanza tra la sommità e il fondo di una filettatura, misurata perpendicolarmente all'asse della filettatura.
- Diametro medio effettivo: è il diametro di una superficie cilindrica immaginaria che taglia la filettatura reale in modo che la larghezza del vano sia la metà del passo di base;
- Lunghezza in presa: è la lunghezza assiale sulla quale le due filettature esterna e interna sono in contatto;
- Diametro medio virtuale di una filettatura reale: è il diametro medio di una filettatura e perfetta con un profilo di base dato che si assembla senza interferenza e senza gioco con la filettatura reale su una lunghezza in presa stabilita.

### Diametro del filetto
Per diametro del filetto si intende un valore nominale che è pari:
- al diametro del cilindro ideale che passa sulle creste di un filetto esterno;
- al diametro del cilindro ideale che passa sul fondo di un filetto g.

### Passo
In pratica il passo del filetto è la distanza che intercorre tra due filetti consecutivi della stessa elica, lungo la sezione longitudinale della filettatura.
Se la vite è caratterizzata da un solo principio, misura lo spostamento longitudinale del tracciato elicoidale dopo un giro completo sulla superficie cilindrica.

### Verso
Il tracciato elicoidale di una filettatura può essere:
- destrorsa quando si ottiene l'avanzamento assiale della vite nel foro filettato mediante una rotazione oraria;
- sinistrorsa quando si ottiene l'avanzamento assiale con una rotazione antioraria.

Salvo condizioni richieste da soluzioni meccaniche particolari, tutte le filettature se non altrimenti indicato sono destrorse.
Il termine destrorso e sinistrorso richiama la topologia (studio delle forme), di competenza di diverse discipline scientifiche.

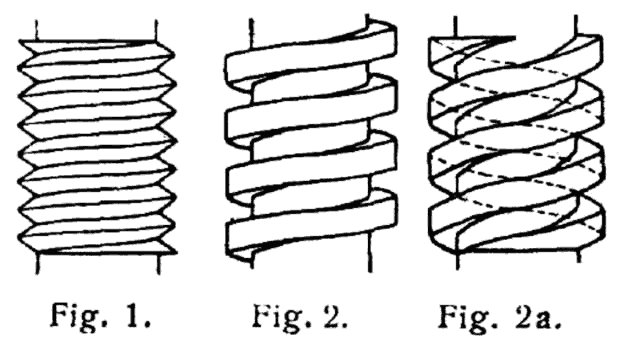
Profili di filettature: 1. triangolare, 2. elicoidale, 2a. elicoidale a due principi

### Numero di principi
Se invece di uno solo, si avvolgono sulla superficie cilindrica due o più filetti affiancati, la filettatura si dice a due o più principi. In questo caso si deve distinguere tra il passo del profilo (apparente), cioè la distanza in direzione assiale tra una cresta e la successiva, e il passo della filettatura (effettivo).
Nel caso di principio multiplo, a un singolo giro di avvitamento della vite, corrisponde una movimentazione lungo l'asse longitudinale dell'elicoide pari al passo apparente moltiplicato per il numero dei principi, ovvero pari al passo effettivo. Si ricorre a questo tipo di filettatura quando si vogliono realizzare passi elevati senza indebolire troppo la sezione resistente con filetti grandi e profondi.

### Elica
È una curva su una superficie cilindrica che interseca le generatrici di tale superficie con un angolo costante compreso tra 0 e π/2 radianti. L'asse della superficie cilindrica è anche l'asse dell'elica lungo una generatrice e la si sviluppa in piano, l'elica si presenta sotto forma di una serie di segmenti di retta inclinati e paralleli.
I parametri che definiscono l'elica sono i seguenti:
- Passo dell'elica: è la distanza assiale tra due punti consecutivi di intersezione dell'elica con una generatrice della superficie cilindrica, cioè la distanza assiale percorsa da un punto dell'elica nel corso di una rotazione.
- Angolo di inclinazione dell'elica: È l'angolo acuto φ compreso tra la tangente all'elica a un piano perpendicolare all'asse del cilindro su cui essa è tracciata. Ovviamente si ha, tra φ, il diametro del cilindro d e il passo Ph la relazione:

{\displaystyle \tan \phi ={Ph \over d\pi }}.

### Triangolo generatore
È il triangolo dal quale sono dedotte, in modo semplice, le forme e dimensioni del profilo base. Prolungando i fianchi del profilo di base, si giunge immediatamente al triangolo generatore, per le filettature metriche ISO.

### Altezza del triangolo generatore H
È l'altezza H del triangolo generatore, funzione del passo P del profilo e dell'angolo del filetto.

### Profili nominali
Sono le configurazioni delle filettature esterne e delle filettature interne in funzione di esse si determinano le dimensioni limite.

### La dentatura
La filettatura può essere dentata per migliorare la presa. Una applicazione tipica è in falegnameria, per esempio per viti autofilettanti sul MDF.
Un'altra applicazione tipica è l'idraulica domestica. In caso si utilizzi la canapa (anche detta stoppa) come guarnizione tra i due componenti filettati, la dentatura permette di migliorare la presa della canapa sulla filettatura e permette di trascinarla dentro ai due componenti riducendo il suo slittamento durante l'avvitamento. Viene tradizionalmente ottenuta dall'idraulico, prima dell'applicazione della canapa, grattando o tagliando la filettatura in senso perpendicolare, oppure ancora con appositi attrezzi chiamate godronatrici.
Altre guarnizioni alle filettature, più performanti e specifiche, sono praticate con materiali speciali, come nastri sottili di politetrafluoroetilene (detto anche commercialmente Teflon o analoghi), o paste sigillanti o antigrippaggio. 

### Tolleranze
Le filettature possono avere diverse tolleranze a seconda del tipo di applicazione, dove è previsto un utilizzo agevole, come nel caso di un utilizzo frequente e manuale, è generalmente prevista una tolleranza elevata, il che favorisce lo scorrimento, mentre in applicazioni di precisione e dove si vuole aumentare la capacità autobloccante, si preferisce l'uso di tolleranze ridotte, che rendono difficoltoso un avvitamento di tipo manuale e la madrevite con la vite non riescono ad avvitarsi per inerzia come nel caso di una tolleranza elevata.
Il campo di tolleranza della madrevite viene indicata con la lettera maiuscola, mentre la tolleranza della vite viene indicata da una lettera minuscola, generalmente queste tolleranze variano anche in base al tipo di lavorazione che si vuole ottenere (precisa, media e grossolana) e al tipo di rivestimento da applicare.

## Metodo di fabbricazione
La filettatura può essere ottenuta tramite diversi processi di lavorazione:
- fusione;
- stampaggio;
- asportazione di truciolo.
- rullatura (ricalcatura).

L'operazione di filettatura viene normalmente eseguita forzando l'avvitamento d'utensili filettati (appositamente sagomati e induriti) sulla superficie cilindrica da lavorare.
Gli utensili destinati alla realizzazione di filettature esterne (le viti) vengono chiamati filiere, mentre, quelli destinati alla realizzazione di filettature interne (le madreviti) vengono chiamati maschi.
La filettatura può essere eseguita anche attraverso l'incisione diretta del pezzo da lavorare, tramite un tornio. L'uso di questa macchina utensile permette anche di realizzare filettature speciali (ad esempio filettature non normate o a passo variabile) oppure di lavorare pezzi di grande dimensione.

## Prescrizioni per l'avvitamento

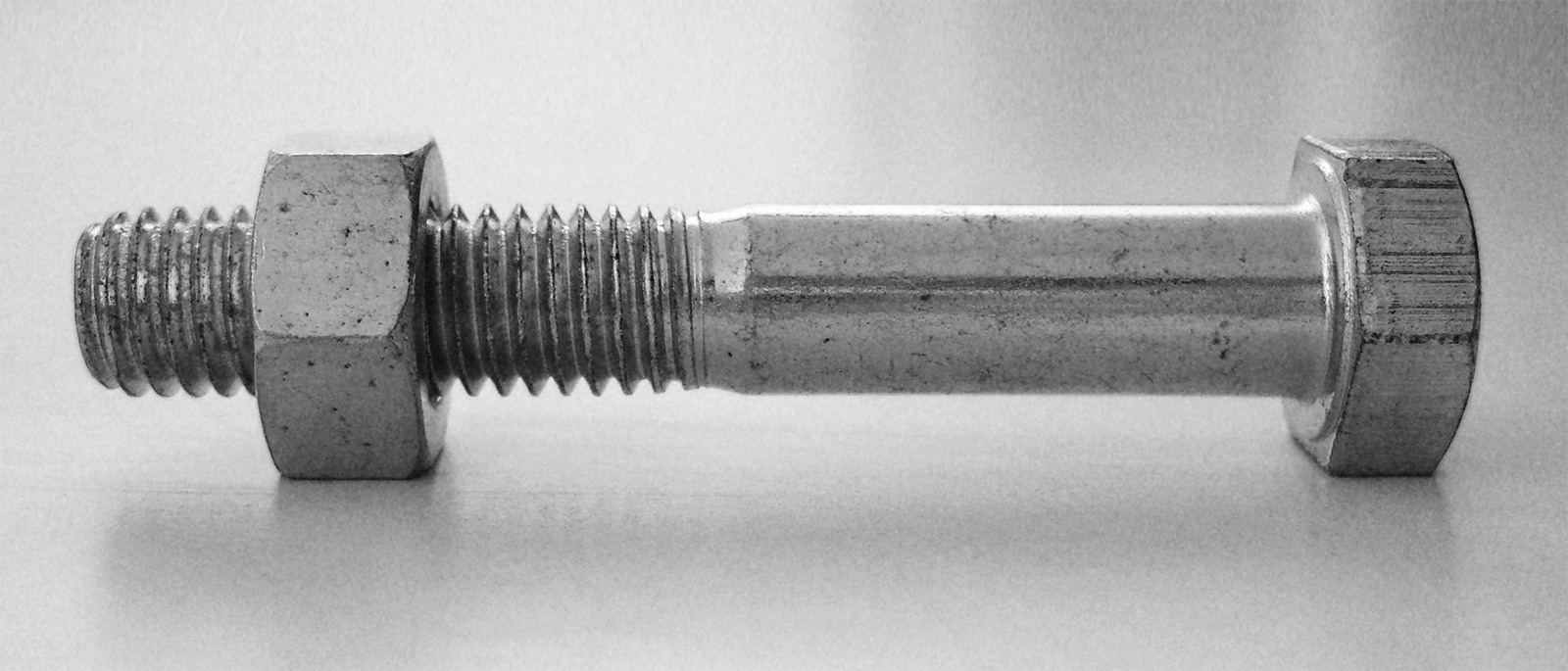
Bullone (dado avvitato su vite).

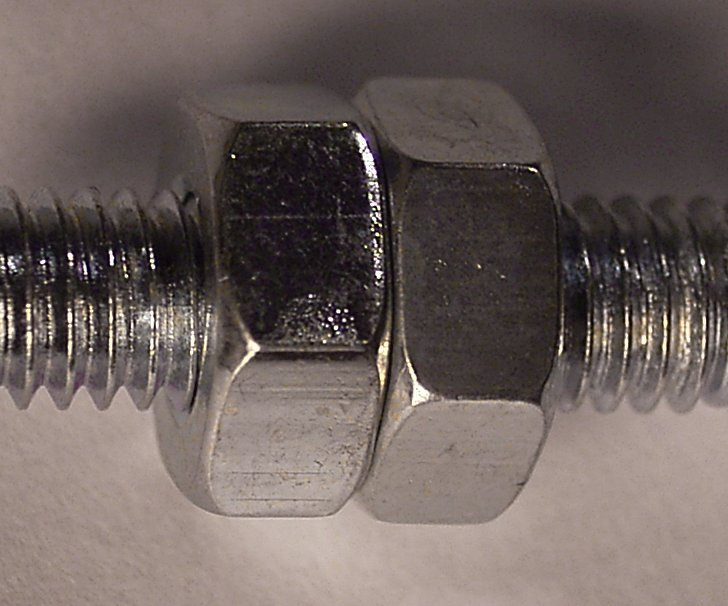
Coppia di controdadi avvitati su barra filettata.

L'avvitamento è l'azione di accoppiamento tra vite e madrevite, tale azione è anche detta "impanatura" quando l'azione stessa dell'avvitamento produce la creazione del filetto mediante profili taglienti della vite all'interno della madrevite, all'atto dell'avvitamento stesso.
L'avvitamento in genere può essere ottenuto manualmente senza alcuna prescrizione particolare, salvo l'esperienza e la sensibilità dell'operatore a realizzare il serraggio.
La questione ha però prescrizioni particolari in caso di viti molto piccole, o con materiali morbidi o deboli, di una o di ambedue le parti connesse, come ad esempio l'alluminio, o con soluzioni tecnologiche di maggior livello.
Per riuscire ad avvitare la vite con la madrevite è necessaria una lavorazione meccanica detta comunemente "smusso", eseguita con o senza asportazione di truciolo, atta ad annullare il diametro esterno della vite sulla sua parte immediatamente finale (che comprenda due o tre filetti), e un altro "smusso" sulla madrevite sulla parte che dovrà avvitarsi con la vite. Questo accorgimento fa sì che la vite e la madrevite, nel momento dell'avvitamento si incontrino rispettivamente sul diametro di nocciolo (o interno) e sul diametro esterno, creando gioco. Sarebbe, infatti impossibile impanare una vite a una madrevite senza lo "smusso".
Per il serraggio a mano si utilizzano appositi attrezzi come cacciavite o chiave, per il serraggio motorizzato possono essere usati appositi attrezzi meccanici a serraggio graduato. Per i serraggi di maggior precisione invece possono essere rigorosamente prescritte azioni con chiave dinamometrica a valori definiti dalle regole di realizzazione. Tali regole sono dettate dal tipo di materiale con cui è realizzata la vite-madrevite, dal numero di filetti in presa nella filettatura, dalla grandezza del diametro nominale della giunzione e dalla sollecitazione di trazione a cui è sottoposta la giunzione (normalmente nota in fase di progettazione).
Avvitamenti disassati o serraggi eccessivi possono portare allo strappo dei filetti (spanatura) con gravi danni e compromissione totale del giunto meccanico. Onde scongiurare il bloccaggio per ossidazione o per trasporto galvanico conviene, soprattutto nei motori, lubrificare i filetti con grasso al rame e serrare sempre ai valori di coppia prescritti per tale condizione.

## Guarnizioni e accorgimenti
La guarnizione della filettatura assicura la tenuta idraulica della filettatura, mediante interposizione di materiale tra filetto della vite e quello della madrevite. In condizione estreme anche grassi speciali o mastici costituiscono materiale di interposizione tra i filetti, non a scopo di tenuta idraulica, ma per evitare il grippaggio per il contatto intermetallico ad alta temperatura.

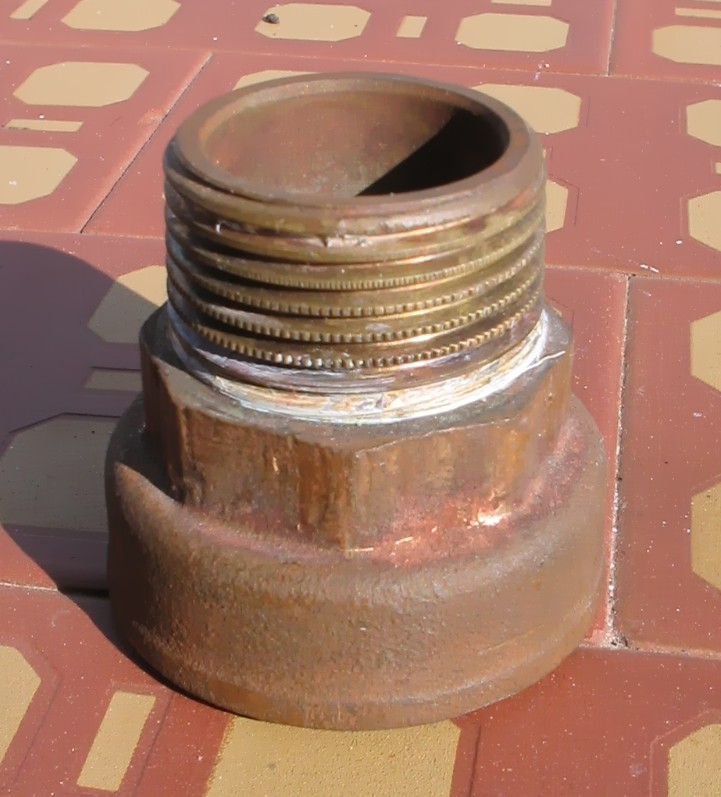
Componente idraulico con filettatura dentata.

## Utilizzo
La filettatura è usata principalmente per due compiti:
- funge da metodo di fissaggio tra due o più elementi (come nell'uso di viti e dadi);
- creare un accoppiamento che trasformi un moto rotatorio in un moto rettilineo (come nei sistemi vite-chiocciola).

## Rappresentazione grafica
Le filettature sono rappresentate nei disegni in modo assolutamente convenzionale, che rende rapidissima la rappresentazione, sia interna, sia esterna, sia ancora di parti unite con accoppiamento filettato.
Il metodo convenzionale di rappresentazione si basa sui due principi che seguono:
1. tutte le filettature, di qualunque tipo, sono rappresentate, dal punto di vista grafico, nello stesso modo;
2. ogni rappresentazione grafica di filettatura viene completata da una designazione, che precisa il tipo di filettatura e i suoi elementi fondamentali, necessari per l'identificazione della filettatura stessa nelle tabelle di unificazione.